# Julio Torri
Julio Torri Máynez (Saltillo, 27 de junio de 1889-Ciudad de México, 11 de mayo de 1970) fue un escritor, maestro y abogado mexicano, miembro de la Academia Mexicana de la Lengua.

## Estudios
Fue hijo de Julio Simón Torri y de Sofía Máynez. Realizó sus primeros estudios en el Colegio Torreón y en el Ateneo Fuente. En 1908 se trasladó a la Ciudad de México; en 1909, con un grupo de escritores y pensadores —entre los que figuraban el dominicano Pedro Henríquez Ureña, José Vasconcelos, Antonio Caso y Alfonso Reyes— fundó el Ateneo de la Juventud Mexicana. En 1913 se graduó en la Escuela Nacional de Jurisprudencia con la tesis "Breves consideraciones sobre el juicio verbal". En 1933 obtuvo el grado de Doctor en Letras.

## Vida profesional
Fue fundador y jefe del Departamento de Bibliotecas de la Secretaría de Educación Pública y, después, director del Departamento Editorial. También fue profesor, principalmente de literatura española, en la Escuela Nacional Preparatoria durante 36 años, y en la Facultad de Filosofía y Letras hasta 1964. En 1933 se doctoró en letras en la Universidad Nacional Autónoma de México. El 14 de enero de 1942 fue nombrado miembro correspondiente de la Academia Mexicana de la Lengua; el 21 de noviembre de 1953 fue nombrado miembro numerario, y ocupó la silla XII.
En reconocimiento a su alta calidad literaria, la librería del Centro Cultural Universitario de la UNAM lleva su nombre, así como el Premio Nacional (México) de cuento breve, organizado por el Fondo Editorial Tierra Adentro (FETA) y el Instituto Coahuilense de Cultura.

## Obras publicadas
En vida
- Ensayos y poemas,1917
- De fusilamientos, 1940
- La literatura española, 1952
- Tres libros, 1964 (incluye: Ensayos y poemas; De fusilamientos; Prosas dispersas)

Póstumos
- Diálogo de los libros, 1980
- El ladrón de ataúdes, 1987, edición póstuma recopilada por Serge I. Zaïtzeff
- Epistolarios, 1995, edición de Serge I. Zaïtzeff
- Obra completa, 2011, edición de Serge I. Zaïtzeff

Traducciones
- Las noches florentinas, de Heinrich Heine (México, Cvltvra, 1918)[4]
- Discursos sobre las pasiones del amor, de Blaise Pascal (México, Séneca, 1942)[5]

### Ensayo
Estamos ante un maestro (de los malabares conceptuales, de la lógica alterna e inversa, del uso de la lengua) y si no portamos mínimas credenciales de «connaisseur» −como él bien lo dice− corremos el riesgo de que nos arrase, en el comercio de la inteligencia y en el diálogo despierto y achispado entre autor y lector; de que nos arrase... tal vez sin que caigamos en la cuenta.
Alberto Paredes